# سمورچه یقه‌خاکستری
سمورچه یقه‌خاکستری (نام علمی: Tamias cinereicollis) نام یک گونه از سرده سمورچه است.